# Basketball-Bundesliga 2010-2011
La Basketball-Bundesliga 2010-2011 è stata la 45ª edizione del massimo campionato tedesco di pallacanestro maschile. La vittoria finale è stata ad appannaggio del Brose Baskets Bamberg.

## Stagione regolare
|     | Squadra                          | G  | V  | P  | PF    | PS    | Pt. | Qualificazione     |
| --- | -------------------------------- | -- | -- | -- | ----- | ----- | --- | ------------------ |
| 1.  | Brose Baskets Bamberg            | 34 | 32 | 2  | 2.786 | 2.213 | 66  | playoffs           |
| 2.  | Deutsche Bank Skyliners          | 34 | 26 | 8  | 2.629 | 2.365 | 60  | playoffs           |
| 3.  | Alba Berlin                      | 34 | 24 | 10 | 2.802 | 2.526 | 58  | playoffs           |
| 4.  | Artland Dragons                  | 34 | 23 | 11 | 2.736 | 2.484 | 57  | playoffs           |
| 5.  | New Yorker Phantoms Braunschweig | 34 | 20 | 14 | 2.647 | 2.563 | 54  | playoffs           |
| 6.  | EWE Baskets Oldenburg            | 34 | 20 | 14 | 2.603 | 2.599 | 54  | playoffs           |
| 7.  | BG 74 Göttingen                  | 34 | 19 | 15 | 2.514 | 2.403 | 53  | playoffs           |
| 8.  | Eisbären Bremerhaven             | 34 | 18 | 16 | 2.670 | 2.698 | 52  | playoffs           |
| 9.  | EnBW Ludwigsburg                 | 34 | 18 | 16 | 2.699 | 2.769 | 52  |                    |
| 10. | TBB Trier                        | 34 | 17 | 17 | 2.380 | 2.383 | 51  |                    |
| 11. | Phoenix Hagen                    | 34 | 15 | 19 | 2.904 | 2.959 | 49  |                    |
| 12. | Walter Tigers Tübingen           | 34 | 15 | 19 | 2.600 | 2.698 | 49  |                    |
| 13. | Telekom Baskets Bonn             | 34 | 14 | 20 | 2.527 | 2.602 | 48  |                    |
| 14. | ratiopharm Ulm                   | 34 | 12 | 22 | 2.755 | 2.806 | 46  |                    |
| 15. | LTi Gießen 46ers                 | 34 | 9  | 25 | 2.368 | 2.657 | 43  |                    |
| 16. | BBC Bayreuth                     | 34 | 9  | 25 | 2.528 | 2.746 | 43  |                    |
| 17. | Mitteldeutscher BC               | 34 | 8  | 26 | 2.338 | 2.612 | 42  | retrocesse in ProA |
| 18. | Giants Düsseldorf                | 34 | 7  | 27 | 2.249 | 2.652 | 41  | retrocesse in ProA |

## Playoff
|  | Quarti di finale | Quarti di finale  | Quarti di finale |              |                 | Semifinali        | Semifinali | Semifinali |  |  | Finali | Finali    | Finali |
|  |                  |                   |                  |              |                 |                   |            |            |  |  |        |           |        |
|  | 1.               | Bamberger         | 3                |              |                 |                   |            |            |  |  |        |           |        |
|  | 8.               | Eisb. Bremerhaven | 0                |              |                 |                   |            |            |  |  |        |           |        |
|  | 8.               | Eisb. Bremerhaven | 0                |              | 1.              | Bamberger         | 3          |            |  |  |        |           |        |
|  |                  |                   |                  |              | 1.              | Bamberger         | 3          |            |  |  |        |           |        |
|  |                  | 4.                | Artland Dragons  | 2            |                 |                   |            |            |  |  |        |           |        |
|  | 4.               | 4.                | Artland Dragons  | 2            | Artland Dragons | 3                 |            |            |  |  |        |           |        |
|  | 4.               |                   |                  |              | Artland Dragons | 3                 |            |            |  |  |        |           |        |
|  | 5.               | Braunschweig      | 2                |              |                 |                   |            |            |  |  |        |           |        |
|  |                  |                   |                  |              |                 |                   |            |            |  |  | 1.     | Bamberger | 3      |
|  |                  |                   | 3.               | Alba Berlino | 2               |                   |            |            |  |  |        |           |        |
|  | 2.               | Skyl. Francoforte | 3                |              |                 |                   |            |            |  |  |        |           |        |
|  | 7.               | BG 74 Gottinga    | 0                |              |                 |                   |            |            |  |  |        |           |        |
|  | 7.               | BG 74 Gottinga    | 0                |              | 2.              | Skyl. Francoforte | 2          |            |  |  |        |           |        |
|  |                  |                   |                  |              | 2.              | Skyl. Francoforte | 2          |            |  |  |        |           |        |
|  |                  | 3.                | Alba Berlino     | 3            |                 |                   |            |            |  |  |        |           |        |
|  | 3.               | 3.                | Alba Berlino     | 3            | Alba Berlino    | 3                 |            |            |  |  |        |           |        |
|  | 3.               |                   |                  |              | Alba Berlino    | 3                 |            |            |  |  |        |           |        |
|  | 6.               | EWE Oldenburg     | 2                |              |                 |                   |            |            |  |  |        |           |        |

| Basketball-Bundesliga 2010-2011 |
| ------------------------------- |
| Brose Bamberg 4º titolo         |

## Squadra vincitrice
| N°   | Naz.                   | Ruolo | Sportivo        |  | Alt. |  |
| ---- | ---------------------- | ----- | --------------- |  | ---- |  |
| 5    | Stati Uniti (bandiera) | P     | John Goldsberry |  | 191  |  |
| 7    | Stati Uniti (bandiera) | AG    | Reyshawn Terry  |  | 203  |  |
| 8    | Serbia (bandiera)      | A     | Predrag Šuput   |  | 200  |  |
| 9    | Germania (bandiera)    | G     | Karsten Tadda   |  | 190  |  |
| 11   | Germania (bandiera)    | G     | Daniel Schmidt  |  | 185  |  |
| 12   | Germania (bandiera)    | AP    | Michael Crowell |  | 197  |  |
| 13   | Germania (bandiera)    | P     | Maurice Stuckey |  | 187  |  |
| 14   | Germania (bandiera)    | C     | Philipp Neumann |  | 209  |  |
| 19   | Germania (bandiera)    | C     | Erik Land       |  | 205  |  |
| 21   | Germania (bandiera)    | C     | Tibor Pleiß     |  | 216  |  |
| 22   | Stati Uniti (bandiera) | P     | Brian Roberts   |  | 188  |  |
| 23   | Stati Uniti (bandiera) | AP    | Casey Jacobsen  |  | 198  |  |
| 25   | Slovacchia (bandiera)  | P     | Anton Gavel     |  | 189  |  |
| 42   | Stati Uniti (bandiera) | C     | Kyle Hines      |  | 198  |  |
| All. | Stati Uniti (bandiera) |       | Chris Fleming   |  |      |  |

## Premi e riconoscimenti
- MVP regular season:  DaShaun Wood, Skyliners Frankfurt
- MVP finals:  Kyle Hines, Brose Bamberg
- Allenatore dell'anno:  Chris Fleming, Brose Bamberg
- Attaccante dell'anno:  DaShaun Wood, Skyliners Frankfurt
- Difensore dell'anno:  Immanuel McElroy, ALBA Berlin
- Giocatore più migliorato:  Philip Zwiener, TBB Trier
- Premio Pascal Roller:  Kyle Hines, Brose Bamberg
- Rookie dell'anno:  Tibor Pleiß, Brose Bamberg
- All-BBL First Team:
  - G  DaShaun Wood, Skyliners Frankfurt
  - G  Julius Jenkins, ALBA Berlin
  - F  Casey Jacobsen, Brose Bamberg
  - F  Predrag Šuput, Brose Bamberg
  - C  John Bryant, ratiopharm Ulm
- All-BBL Second Team:
  - G  Tyrese Rice, Artland Dragons
  - G  Brian Roberts, Brose Bamberg
  - F  Robin Benzing, ratiopharm Ulm
  - F  Derrick Allen, ALBA Berlin
  - C  Tibor Pleiß, Brose Bamberg